# Feira Central de Campo Grande

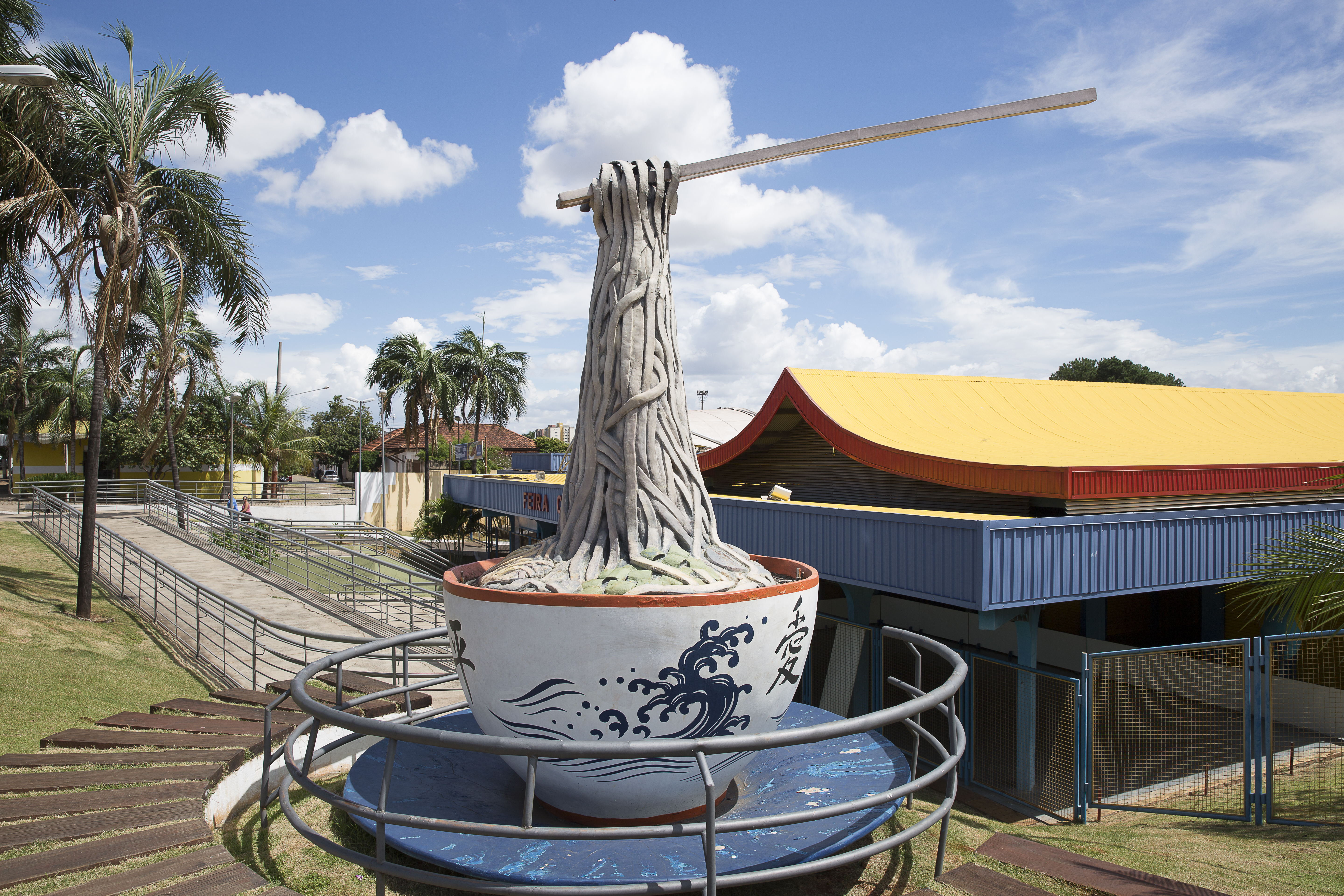
Monumento ao Sobá na entrada da Feira Central de Campo Grande

A Feira Central de Campo Grande é uma feira localizada na cidade brasileira de Campo Grande, no estado de Mato Grosso do Sul. Também conhecida como feirona, é coordenada pela comunidade okinawana, que já se adaptou à culinária local. É semelhante a uma feira qualquer do Brasil. Os destaques são o tradicional espetinho com a mandioca amarela da terra e o sobá. Outras opções são o artesanato e o comércio de produtos típicos.
Em 2017, foi declarada patrimônio cultural e imaterial da cidade.

## História
Foi totalmente reformada em outubro de 2006 mudando-se para a antiga Estação Ferroviária de Campo Grande. A história do "sobá" caminhou junto com a "Feirona" de Campo Grande, fundada por meio decreto, em 4 de maio de 1925, pelo então entendente municipal Arnaldo Estevão de Figueiredo.
O primeiro local foi na Avenida Afonso Pena e funcionava das 8h às 16h aos sábado. Dois anos mais tarde, desta vez por decreto do então entendente municipal Jonas Corrêa Costa, o horário de funcionamento passou para quinta-feira e domingo das 6h às 10h.
Mais tarde, a Feirona ainda passaria pela Rua Calógeras e para a Antônio Maria Coelho antes de, em 1966, por meio de decreto do então prefeito Antônio Mendes, foi para entre as ruas José Antônio e Abrão Júlio Rahe.
Lá a Feira Central ganhou mais força na cultura campo-grandense, e tomou conta da Rua Padre João Crippa e virou definitivamente um local tradicionalmente familiar.
Até que em 16 de dezembro de 2004, o então prefeito André Puccinelli assinou decreto e transferiu a Feirona para a Esplanada Ferroviária. À época a mudança causou polêmica e muita discussão, mas a ideia já agradava os feirantes que sonhavam com um espaço amplo.
E desde então vem fazendo muito sucesso com variedades, e também organiza os festivais de "Sobá" e a "Festa do Peixe" na cidade de Campo Grande MS.

## Localização e horários de visitação
Atualmente a Feira se localiza na avenida Calógeras com a 14 de Julho, na Esplanada da Ferrovia. Encontra-se aberta a partir das 16 horas de quarta a domingo.